# Warren Herbert Wagner
Pour les articles homonymes, voir Wagner.
Warren Herbert Wagner est un botaniste américain, né le 29 août 1920 à Washington et mort le 8 janvier 2000.

## Biographie
Il est le fils de Warren Herbert Wagner et d’Harriet née Claflin. Après avoir servi dans la Navy durant Seconde Guerre mondiale, il obtient son Bachelor of Arts à l’université de Pennsylvanie en 1942, son Ph. D. à l’université de Californie de Berkeley en 1950. Il fait ses recherches post-doctorales à Harvard.
Il se marie le 16 juillet 1948 avec Florence Signaigo Wagner (1919-) dont il aura deux enfants. Il est maître-assistant en 1951 à Harvard, il s’y consacre principalement aux fougères mais aussi aux chênes, aux papillons et à la minéralogie. Il part ensuite à l’université Ann Arbor du Michigan, à partir de 1962, il enseigne la botanique et est conservateur des ptériodophytes à partir de 1961.
À partir de 1966, il dirige le Jardin botanique. À partir de 1960, il étudie les caractères évolutifs des fougères. Avec sa femme, Florence Signaigo Wagner (1919-), il démontre que les fougères s’hybrident facilement et que cette hybridation était une des origines de l’apparition des nouvelles espèces, idée nouvelle à l’époque. Il participe de 1957 à 1964 à un projet de recherche sur les allergènes aériens. Ayant développé l'un des premiers algorithmes de comparaison phylogénétique, James Farris et Arnold Girard Kluge nommeront leurs propres algorithmes Parcimonie de Wagner en hommage à son travail.
Il est membre de diverses sociétés savantes dont l’American Association for the Advancement of Science (il est vice-président de la section des sciences biologiques de 1964 à 1967) et de American Fern Society (il en est le conservateur, le bibliothécaire en 1957 et la vice-présidence en 1968) et bien d’autres. Wagner devient membre de la National Academy of Sciences en 1985 et reçoit le Prix Asa Gray de l’American
Society of Plant Taxonomists en 1990.
Wagner est notamment l’auteur, aux côtés de Alfred S. Sussman (1919-2001) et de Erich Ernst Steiner (1919-1998), de Botany Laboratory Manual (1957, révisé en 1965), The Fern Genus Dieilla (1952) ainsi que de nombreux articles.

## Sources
- Notice nécrologique de William R. Anderson parue dans Plant Science Bulletin, 46 (1) - Spring 2000 (en anglais)
- Allen G. Debus (dir.) (1968). World Who’s Who in Science. A Biographical Dictionary of Notable Scientists from Antiquity to the Present. Marquis-Who’s Who (Chicago) : xvi + 1855 p.